# 2018년 푸에고산 분화
2018년 푸에고산 분화는 2018년 6월 3일 과테말라의 활화산인 푸에고산에서 발생한 폭발적인 분화이다. 이 화산 폭발로 최소 109명이 사망하였고, 수도 과테말라시티 주민들을 포함해 170만 명 정도가 영향을 받았다. 이 분화는 과테말라에서 1929년 이래로 가장 큰 피해를 발생시킨 화산 분화이다.